# Ross Butler
Ross Fleming Butler, född 17 maj 1990, är en amerikansk skådespelare. Han har bland annat gjort rollen som Zach Dempsey i Netflix-dramaserien Tretton skäl varför (13 Reasons Why). Han medverkade i säsong 1 av The CW:s dramaserie Riverdale där han gjorde rollen som  Reggie Mantle.

## Bakgrund och familj
Butler föddes i Queenstown i Singapore som son till en amerikansk pappa och en kinesisk-malaysisk mamma. Han flyttade till USA när han var fyra år gammal och växte upp med sin mamma i Fairfax, Virginia.
Butler gick på Langley High School, där han tog examen 2008. Sedan registrerade han sig vid Ohio State University, men lämnade efter ett år. Han flyttade till Los Angeles strax efter och där började han ta skådespelskurser.

## Karriär
Han har haft roller i Disney Channel-serien K.C. Hemlig agent och i filmer som Teen Beach 2 och Perfect High.
År 2017 spelade han rollen som Reggie Mantle i Riverdale. Han fick senare samma år rollen som Zach Dempsey i Tretton skäl varför (13 Reasons Why). Han lämnade rollen i Riverdale på grund av sitt engagemang för Tretton skäl varför och som fick ersättas av Charles Melton.
År 2019 hade Butler rollen som vuxen Eugene Choi, i superhjältefilmen Shazam! Han har även fått rollen som Trevor, Peter Kavinskys bästa vän, i To All the Boys I Loved Before 2, som kommer att släppas 2020 av Netflix.

## Filmografi

### Filmer
| År   | Titel                                  | Roll              | Anmärkningar     |
| ---- | -------------------------------------- | ----------------- | ---------------- |
| 2018 | Flavors of Youth                       | Limo (röst)       | Engelsk dubbning |
| 2019 | Shazam!                                | Vuxen Eugene Choi |                  |
| 2020 | To All the Boys: P.S. I Still Love You | Trevor Pike       | Efterbearbetning |

### TV
| År        | Titel           | Roll            | Anmärkningar                    |
| --------- | --------------- | --------------- | ------------------------------- |
| 2013      | Major Crimes    | Ian Yorita      | Avsnitt: "Pick Your Poison"     |
| 2014      | Happyland       | Scott           | Avsnitt: "Repeated Infractions" |
| 2015      | Teen Beach 2    | Spencer Watkins | Film på TV                      |
| 2015      | Chasing Life    | Hunter          | 3 avsnitt                       |
| 2015–2016 | K.C. Undercover | Brett Willis    | 8 avsnitt                       |
| 2016      | Teen Wolf       | Nathan Pierce   | 3 avsnitt (säsong 6)            |
| 2017      | Riverdale       | Reggie Mantle   | 6 avsnitt                       |
| 2017–2020 | 13 Reasons Why  | Zach Dempsey    | Huvudroll                       |

### Musikvideo
| År   | Titel          | Artist                          | Anmärkningar |
| ---- | -------------- | ------------------------------- | ------------ |
| 2018 | Waste It on Me | Steve Aoki (feat. BTS)          |              |
| 2019 | Graduation     | Juice Wrld (feat. Benny Blanco) |              |